# جايوس لايلوس
 جايوس لايلوس  (بالإنجليزية: Gaius Laelius)‏ قنصل وقائد روماني، شارك في الحرب البونيقية الثانية. اشتهر بصداقته لسكيبيو الإفريقي، والذي شارك معه في الحملة الرومانية على هسبانيا بين عامي 210 ق.م و 206 ق.م. كانت أبرز أعماله، قيادته للأسطول الروماني في معركة قرطاجنة، وقيادة للفرسان الرومان والنوميديين خلال معركة زاما والتي كانت أيضاً أبرز انتصارات سكيبيو.

## نشأته
كان صديقا لسكيبيو منذ الطفولة، إلا أنه لم يكن من عائلة غنية، كما كان زميلا لسكيبيو في الجيش منذ أيامهما الأولى. ذكر بوليبيوس، أنه كان شاهداً على إنقاذ سكيبيو لوالده في معركة تيسينيوس.

## لايلوس في هسبانيا
في عام 210 ق.م، شارك لايلوس في حملة سكيبيو الإفريقي على هسبانيا. كان ترتيبه الثاني في القيادة، فقد كان الوحيد الذي يثق به سكيبيو في حسن قيادته. في عام 209 ق.م، قاد أسطولاً رومانياً من ثلاثين سفينة أثناء معركة قرطاجنة. بعد المعركة، أرسله سكيبيو الإفريقي مع بعض الرهائن المهمين إلى روما، ليخبرهم بأخبار هذا الانتصار الهام. في عام 208 ق.م، أرسل مجلس الشيوخ معه أوامر جديدة لسكيبيو، بينما كان في معسكره الشتوي في طركونة.
ذكر بوليبيوس، أنه في عام 208 ق.م، كان لايلوس قائداً للجناح الأيسر في الجيش الذي هاجم صدربعل برقا في معركة بيكولا، والتي كانت سبباً في جلاء صدربعل برقا عن هسبانيا وتوجهه إلى شمال إيطاليا.

## لايلوس في إفريقية
في عام قنصلية سكيبيو الإفريقي (205 ق.م)، ذهب لايلوس معه إلى صقلية، حيث أعد حملة لمهاجمة إفريقية. كان الغرض من هذه الحملة استمالة إثنين من حلفاء القرطاجيين وهم الأمير البربري صيفاقس والنوميدي ماسينيسا. حقق سكيبيو غرضه باستمالة الأميرين، إلا أن صيفاقس عاد وتحالف مع القرطاجيين، بعد أن عرضوا عليه الزواج مع صفنبعل ابنة صدربعل جيسكو أجمل الفتيات القرطاجيات لإتمام التحالف.
وفي عام 203 ق.م، هزم لايلوس صيفاقس في معركة سيرتا. وقع صيفاقس أسيراً، وأرسل مع كبار رجاله إلى روما.
في عام 202 ق.م في معركة زاما، تولى لايلوس قيادة الفرسان في الجناح الأيسر ثم بعد ذلك تحرك بقواته لمساعدة ماسينيسا في الجناح الأيمن، ولولا تدخل الفرسان في الوقت المناسب، لهُزم سكيبيو ومشاته أمام القرطاجيين في القلب.

## المناصب السياسية
لم يتم اختيار لايلوس لأي منصب رسمي من قبل مجلس الشيوخ الروماني حتى عام 202 ق.م، عندما اختير في النهاية مراقباً مالياً، ربما كان ذلك بسبب انتمائه لعائلة فقيرة غير ذات نفوذ سياسي.
وفي عام 190 ق.م، انتخب قنصلاً، لكنه فشل في تحقيق النصر في حملته ضد أنطيوخس الثالث. تولى لايلوس ولاية غاليا كيسالبينا، والتي عمل على تنظيمها وإعادة تسكينها بعد انتهاء المعارك.